# Amblyseius fernandezi
Amblyseius fernandezi är en spindeldjursart som beskrevs av Chant och Baker 1965. Amblyseius fernandezi ingår i släktet Amblyseius och familjen Phytoseiidae. Inga underarter finns listade i Catalogue of Life.